# محمود مساعدیان

از راست: ایرج ملک حسین پور، غلامحسین پاک‌منش، محمود مساعدیان و ابوالقاسم صادقی، کمیته فنی قهرمانی بوکس جوانان کشور، کرمان، شهریور ۱۳۸۲

محمود مساعدیان (متولد ۲ اسفند ۱۳۲۳) بوکسور ایرانی و سرمربی سابق تیم ملی بوکس ایران است. او ریاست اولین دوره فدراسیون بوکس جمهوری اسلامی ایران را بر عهده داشته‌است.